# 순창군
순창군(淳昌郡)은 대한민국 전북특별자치도 남부에 있는 군이다. 노령산맥 동사면에 자리잡고 있고, 동쪽으로 섬진강이 흐르며 분지가 형성되었다. 특산물로 고추장과 블루베리가 유명하다. 군청 소재지는 순창읍이고, 행정구역은 1읍 10면이다.

## 역사
| Daedongyeojido (Gyujanggak) 17-05.jpg | Daedongyeojido (Gyujanggak) 17-04.jpg |
| Daedongyeojido (Gyujanggak) 18-05.jpg | Daedongyeojido (Gyujanggak) 18-04.jpg |

마한 시대에는 오산(烏山), 옥천(玉川)으로 불렀고, 백제 때에는 도실(道實)이라 불렀으며, 한때 오산(烏山)·옥천(玉川)이라 칭하였다. 남북국 시대에는 순화(淳化)라 했다. 고려 때에 순창현으로 남원부에 속하게 되었으며, 명종 5년(1135년) 감무를 두었고 충숙왕 1년(1314년)에 순창군으로 승격했다.
- 1914년 14면으로 개편하였다.[2][3]
- 1919년 금동면과 목과면을 금과면으로 합면하였다.
- 1935년 3월 1일 남원군 대산면 일부를 동계면에, 동계면 괴정리를 적성면에 편입하고, 구암면·무림면을 구림면으로 합면하였다.[4][5]
- 1979년 5월 1일 순창면이 순창읍으로 승격하였다.
- 1979년 5월 1읍 10면 131리 273분리[6]
- 2007년 10월 5일 1읍 10면 131리 303분리
- 2009년 1월 1일 1읍 10면 131리 304분리
- 2016년 6월 15일 1읍 10면 131리 308분리
- 2024년 1월 18일 법률 제19430호로 전라북도 순창군에서 전북특별자치도 순창군으로 개편되었다.

## 지리
전북특별자치도의 최남단 노령산맥의 동쪽 산간지대에 위치하는데 군의 동·서·북은 소백·노령 두 산맥의 지맥이 역내에 뻗어 산지의 기복이 많고 평지가 전반적으로 적다. 그러나 중앙부는 섬진강이 흘러 유역 남부에는 비옥한 순창분지가 발달하였다. 거의 대부분이 반암지대이다.

### 기후
남부 내륙부에 위치한 까닭에 기온의 교차가 비교적 크다.
- 2010년 : 연평균 기온 12.4 , 1월 평균 -2.2 , 8월 평균 26.8 , 연 강수량 1,664.5mm
- 2015년 : 연평균 기온 13.3 , 1월 평균 0.3 , 8월 평균 24.7 , 연 강수량 1,061,1mm

## 행정 구역

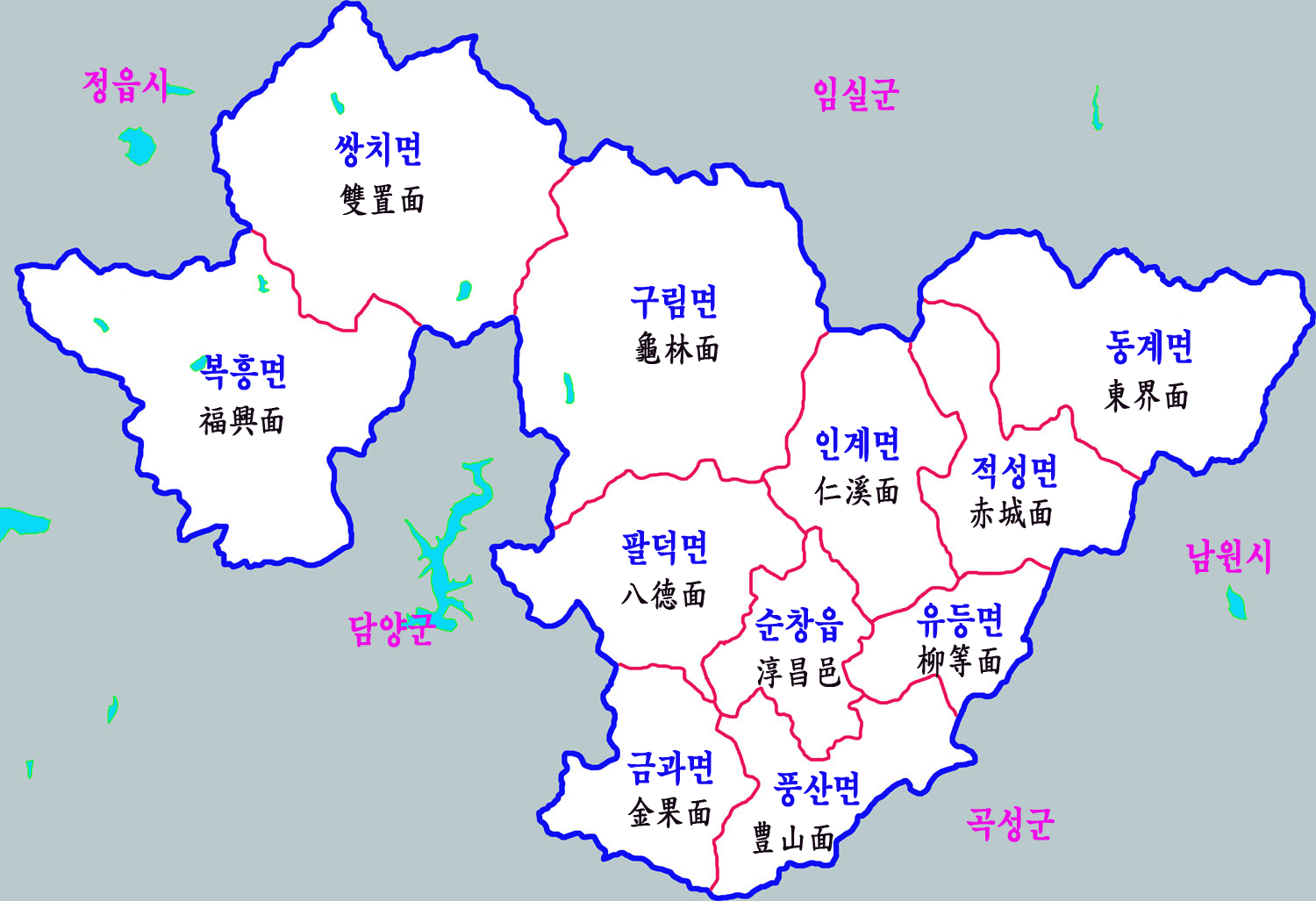
순창군 행정구역

순창군의 행정 구역은 1읍 10면으로 구성되어 있다. 순창군의 면적은 495.96km2이며, 인구는 1965년에 105,529명이었으나 감소하여, 2016년 12월말 기준으로 13,819세대 30,314명(외국인 365명)이며, 그 중 35%가 순창읍에 거주한다.
순창군의 면적은 2015년말 기준으로 495.96km2이고 순창군 11개 읍면 중 구림면이 83.51km2로 가장 넓고 다음으로 쌍치면 78.55km2, 복흥면 73.73km2 그리고 동계면 57.09km2 순임.
주요 지목별 면적현황은 임야가 326.66km2로 전체 면적의 65.9%를 점유하고 있고, 다음으로 답 72.82km2 14.7%, 전 37.29km2 7.5%를 점유하고 있다.
| 읍면   | 한자   | 세대   | 인구   | 면적   |
| ------ | ------ | ------ | ------ | ------ |
| 순창읍 | 淳昌邑 | 4,144  | 10,357 | 21.15  |
| 인계면 | 仁溪面 | 846    | 1,738  | 36.06  |
| 동계면 | 東界面 | 1,154  | 2,332  | 57.09  |
| 적성면 | 赤城面 | 751    | 1,471  | 32.69  |
| 유등면 | 柳等面 | 656    | 1,337  | 18.33  |
| 풍산면 | 豊山面 | 976    | 1,909  | 28.10  |
| 금과면 | 金果面 | 955    | 1,825  | 27.30  |
| 팔덕면 | 八德面 | 787    | 1,636  | 39.47  |
| 복흥면 | 福興面 | 1,133  | 2,405  | 73.73  |
| 쌍치면 | 雙置面 | 1,092  | 2,288  | 78.55  |
| 구림면 | 龜林面 | 1,325  | 2,651  | 83.51  |
| 순창군 | 淳昌郡 | 13,819 | 29,949 | 495.96 |

군의 남서쪽 노령산맥 산간지대에 위치하는 군청 소재지로서, 1979년에 읍으로 승격되었다. 광주대구고속도로와 24번·27번 국도 및 여러 지방도로가 모이는 호남 내륙 지방의 상업·교통의 중심지이다. 산간지대이면서도 비교적 농지가 넓고, 고추의 명산지이다. 명승고적으로서는 삼인대·귀래정·대모산성·건천·답포치·강천사 등이 있다.

## 산업
경지 면적은 전체 면적의 약 24%이고 임야가 67%를 차지한다. 주산업은 농업으로서 특히 순창 분지는 비옥하여 답작이 성하며, 미맥 외에 면화·담배 등이 많이 생산된다. 특히 이곳의 고추는 유명하다. 또한 죽세공품과 모시·면포·삼베·종이 등의 가내 공업이 비교적 성하다. 그리고 별미인 고추장과 아름다운 자수도 특산물로 유명하다. 광산물로는 구리·금 등이 있다.

### 특산물

#### 고추장
순창은 고추장의 대명사라고 할 수 있는 지역이다. 순창고추장이 등장하는 문헌은 조선시대 어의 이시필(1657년∼1724년)의 《소문사설》(소聞事說)에는 순창고추장의 제조법이 최초로 기록돼 있다.
1740년 영조 때 이표가 쓴 《수문사설》의 〈순창 고추장 조법〉에는 곡창 지대인 순창 지방의 유명한 고추장 제조법이 기록되어 있는데 전복, 큰 새우(대하), 홍합, 생강 등을 첨가하여 만든다고 기록되어 있다.

#### 기타
그 외에도 한과·자수·오이·매실·팽이버섯·느타리버섯·감식초·배·동외정과·한봉·자미·김치·밥호박·고추 등이 유명하다. 최근에는 순창군 자체의 블루베리 상표가 생겨 순창 블루베리가 특산물로 이름을 알리고 있다.

## 교통

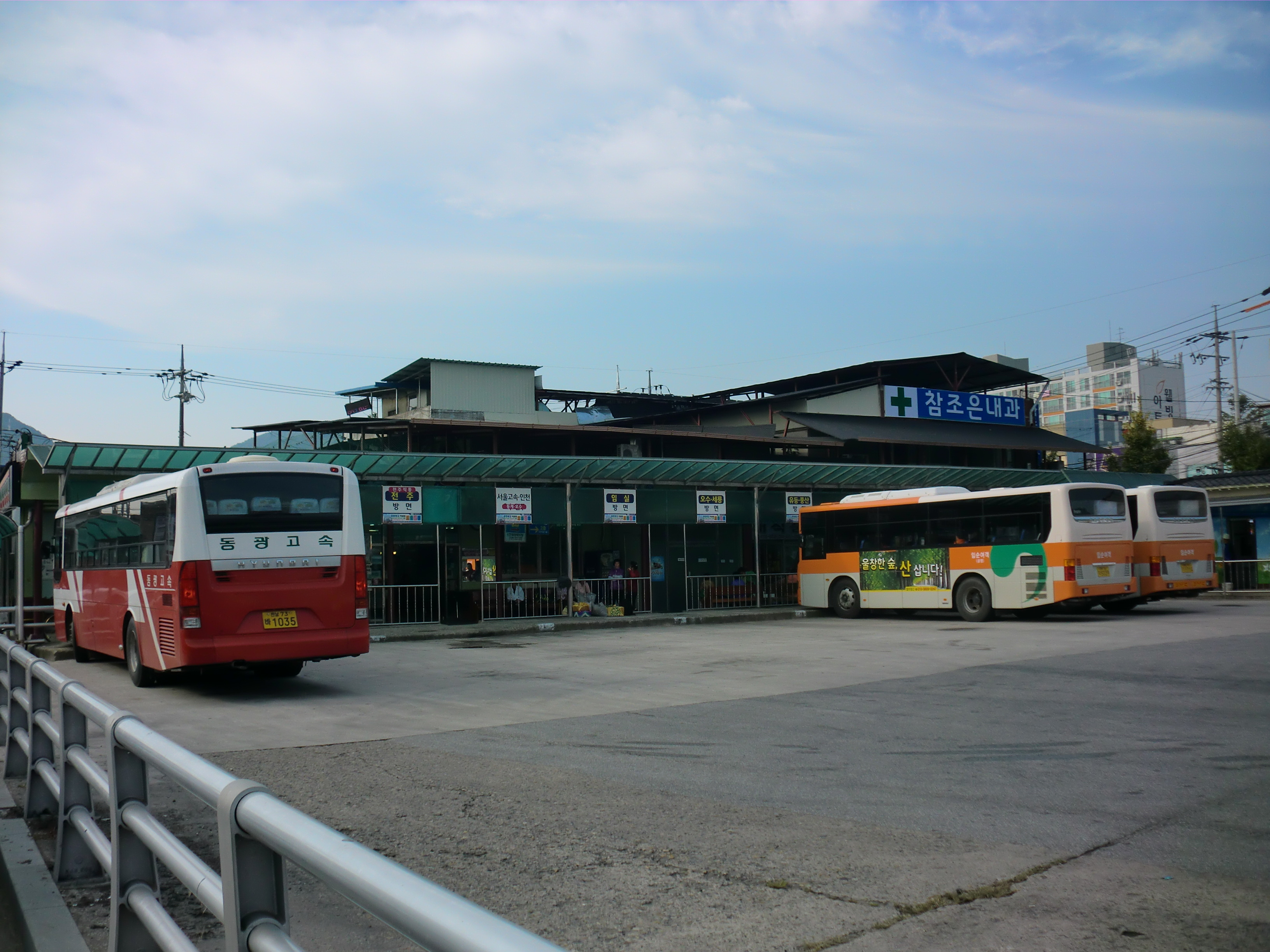
순창시외버스터미널에 정차하고 있는 동광고속 시외버스와 농어촌버스의 모습.

- 시외버스

순창시외버스터미널
- 철도 및 도로

27번 국도가 남북으로 통하고 24번 국도가 동서로 통하며 광주대구고속도로가 순창읍을 지나고 순창IC가 있으므로 교통이 편리해 농산물의 집산이 편하고 순창의 관광지로 관광객의 방문이 많다. 해마다 관광객이 꾸준히 늘고 있다. 가까운 광역 대도시인 광주광역시로의 교통이 편리하여 인구유입이 증가하고 있다. 철도역은 존재하지 않고 다만, 가까운 곳의 철도역사는 남원시의 남원역이 존재한다. 27번 국도를 이용하면 전주시로의 교통이 편리하고, 24번 국도를 이용하면 서쪽으로 광주광역시와 담양군, 동쪽으로 남원시와 교통이 편리하다.

## 관광
- 순화리 삼층석탑

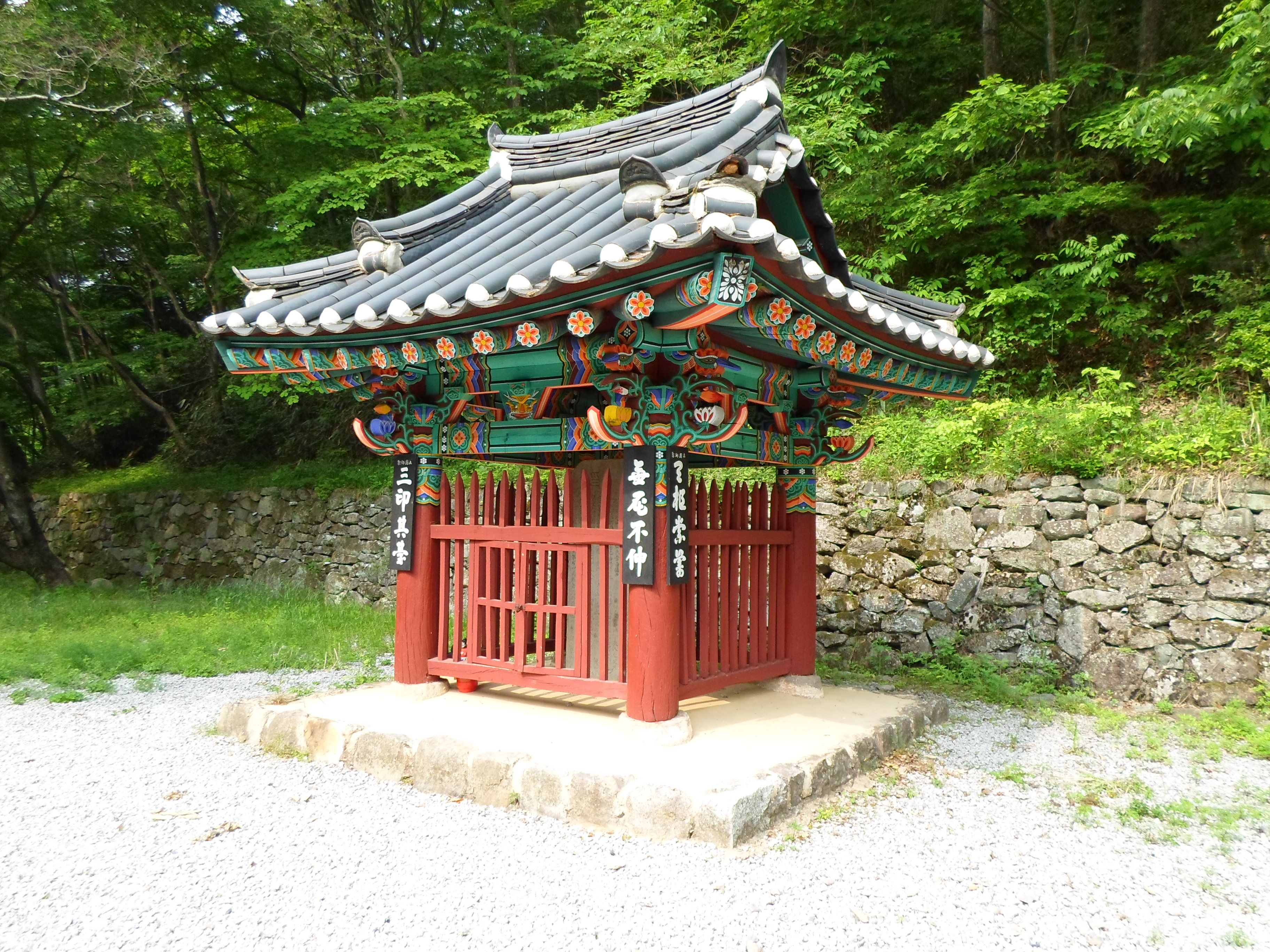
순창 삼인대

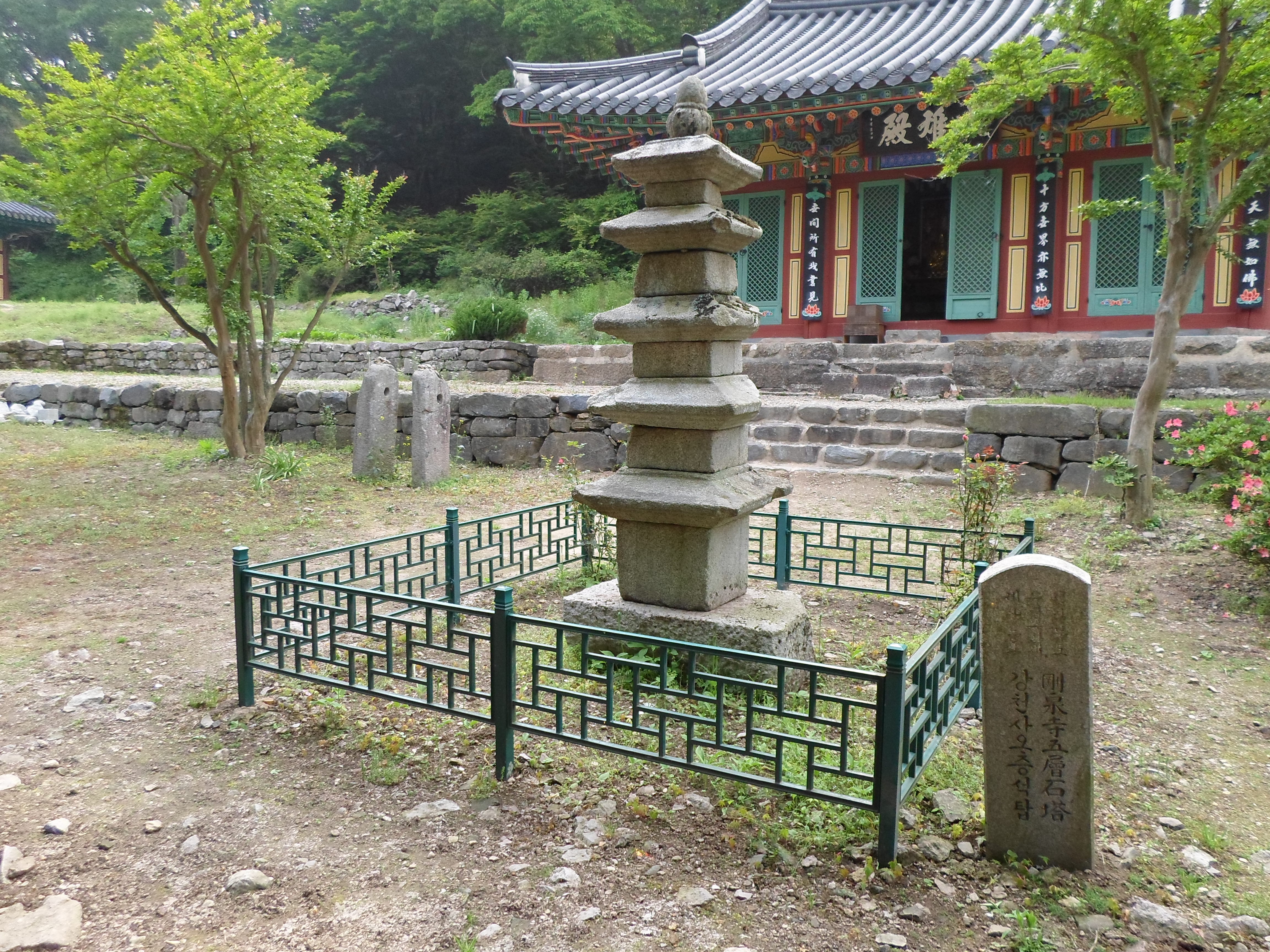
강천사 오층석탑

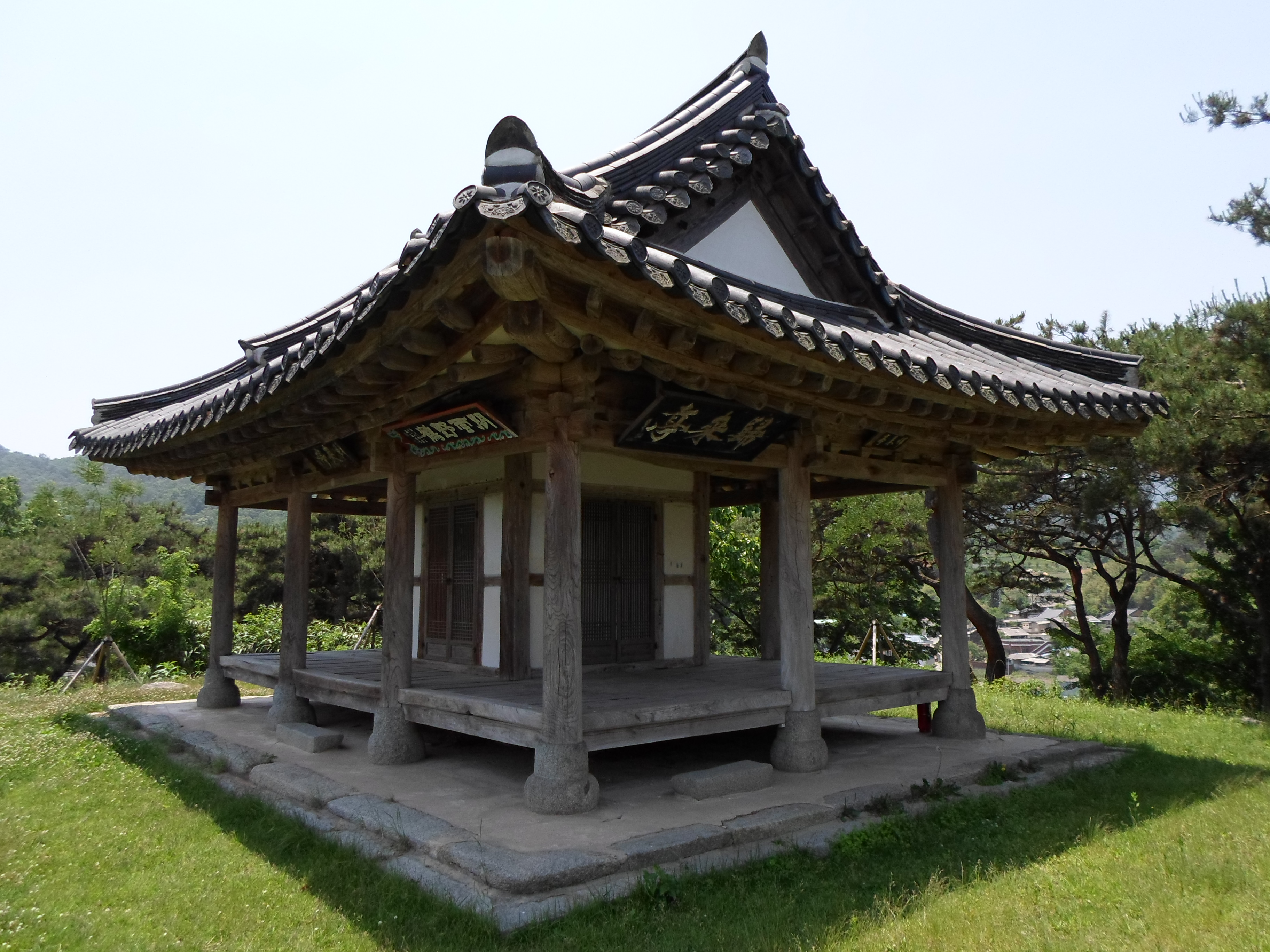
귀래정

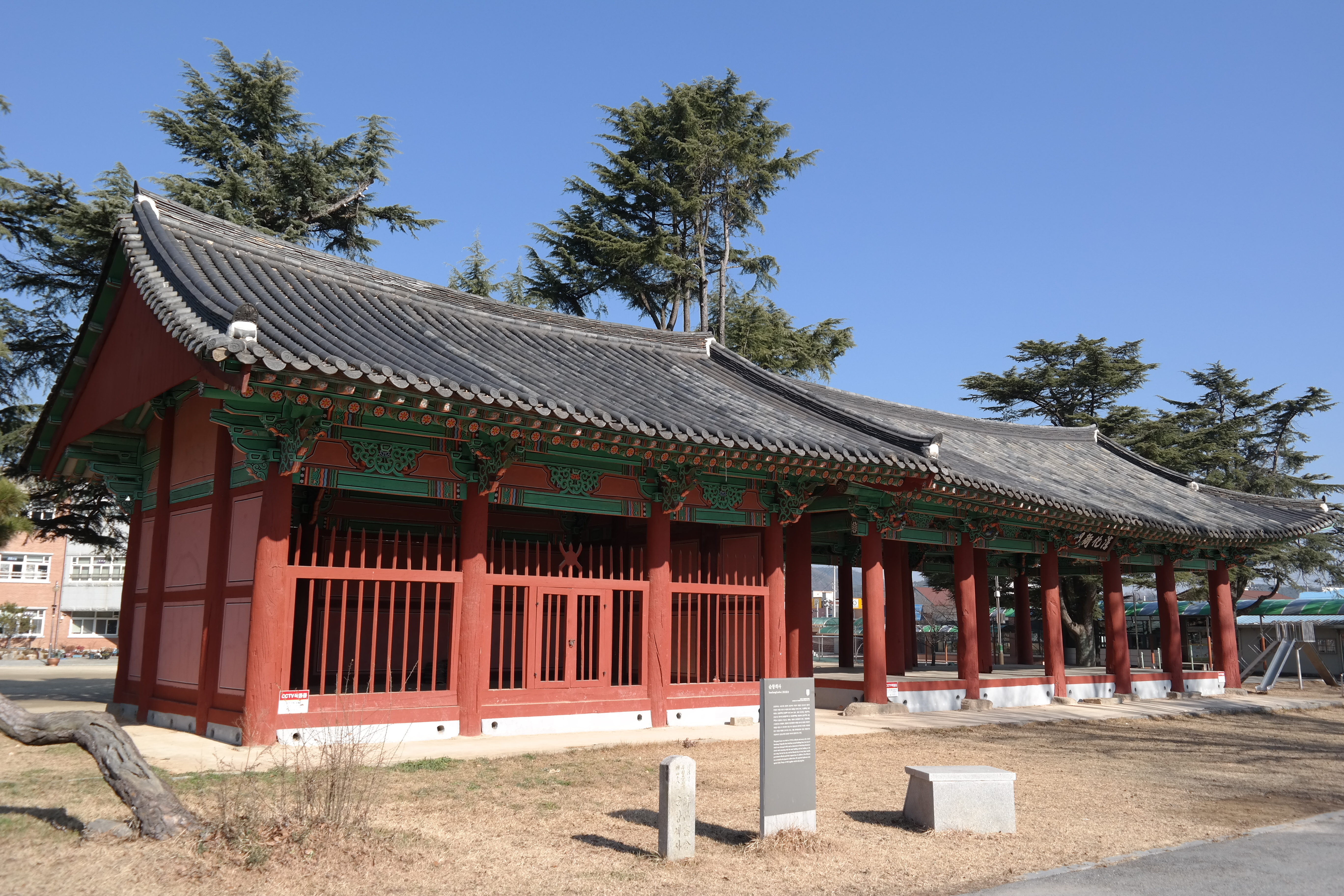
순창 객사

순화리 삼층석탑은 유형문화재 제26호이며, 순창읍 순화리 514-2에 있다. 순화리 삼층석탑은 현재의 순창여자중학교 본관 건물과 숙직실 사이에 위치해 있다. 고려시대의 전 옥천사(玉川寺) 경내에 건립되었던 것이라 하는데 확실한 근거는 알려지지 않고 있다. 다만 석탑 가까이에서 지금도 기와 파편과 그릇 파편들이 발견되고 있어 이 부근에 큰 사찰이 있었음을 짐작케 한다.탑은 화강암으로 조성한 3층인데 탑의 기단부 지대석은 서북쪽의 일부가 지상으로 노출되어 있고 다른 부분은 땅에 묻혀 있다.
- 객사

객사는 유형문화재 제48호 지정되어 있으며, 순창읍 순화리 313에 있다. 순창초등학교 교문에서 약 50m쯤 떨어진 운동장과의 사이에 있다. 본 객사의 창건 연대는 1759년 7월 (조선 영조 35년)에 건축된 것으로 알려져 있으며 원래 이곳에는 정당(正堂), 동대청(東大廳), 서대청(西大廳)이 있었으며, 전면에 중문(中門)과 외문(外門), 그리고 옆에 무곽이 있었다고 하는데, 지금은 정당과 동대청만 남아 있을 뿐이다.건물은 원래 정면 13칸, 측면 2칸이었던 것으로 보이며 지붕은 팔자솟을지붕이었으나, 서대청이 없어진 뒤 동대청만이 팔작지붕으로 남아 있고, 정당 3칸 서쪽은 맞배지붕 형태로 처리한 것으로 보인다. 그리고 주초석(柱礎石)은 장대석 또는 다듬지 않은 자연석을 그대로 사용하였으며 포작(包作)의 형태로 보아 익공(翼工)집이면서도 외목도리를 하여 처마를 길게 밖으로 빼낸 것이 특징이다.
- 강천사

강천사(剛泉寺)는 신라 51대 진성여왕 원년(887년)에 풍수지리설을 한반도에 최초로 소개한 도선국사가 보광전, 첨성각 등 사찰을 창건하였으며 그 후 고려 27대 충숙왕 3년(1316년)에 덕현선사가 오층석탑을 세우고 중창하여 사찰이 크게 번성하였으나 임진왜란(1596년) 때 사찰 건물과 연대암 등 12암자가 소실되었다. 선조 37년(1604년)에 소요대사가 다시 사찰을 재건하였으나 그 뒤 6·25 전쟁으로 1950년 12월 완전 소실되었으며 현 건물은 1959년 김장엽 스님이 대웅전, 관음전을 복원하였고 1978년 이경모 스님이 선방과 보광전을 건축하였으며 현재 김재덕 스님이 요사채와 객사를 복원하였다. 강천사의 원명은 복천사(福川寺, 福泉寺)라 하였으며 또한 산세가 용이 꼬리를 치며 승천할 형상이라 하여 용천사(龍泉寺)라고도 하였다. 강천사라는 이름은 선조 때 학자 귀봉 송익필이 이곳에 유숙하며 〈강천사에서 묵다(宿 剛泉寺)〉라는 제목으로 시를 지었으며 이때부터 강천사로 불리었다고 한다. 영조 36년(1760년) 경진판 《옥천군지》에 의하면 불전이 3개소, 승방이 12개소이며, 명적암, 용대암, 왕주암, 지적암 등 강천사에 속한 암자가 12개소, 500여 수도승이 기거한 대거찰이었다.
- 강천사 오층석탑

강천사 오층석탑은 유형문화재 제92호로 팔덕면 청계 996번지에 있다. 강천사 다보탑(多寶塔)은 현재 강천사 대웅전 바로 앞 뜰에 위치해 있다. 알려진 바에 의하면 이 오층탑은 고려 충숙왕 3년에 덕현선사가 강천사를 중창할 때 세운 것이라 한다. 그런데 6·25전쟁 때 강천사의 전체 건물이 소실되어 이 탑도 화를 입어 도괴되었는데 그 후 1959년 당시의 주지 김장엽 스님이 강천사를 다시 세울 때 탑도 다시 세웠다. 높이는 2.5m이고 오층탑으로 되어 있는데 현재 2, 3, 4층의 옥개석이 6·25 당시의 총탄에 의해 일부가 파손되었다. 주변에는 파손된 석등의 중대석과 보주가 일부 남아 있으며 당간지주 4기와 가공된 석재들이 몇 개 흩어져 있다.

## 기타
국내 최초의 공립 학원인 옥천인재숙 (玉川人才宿)이 순창군 순창읍 복실리에 있다. 옥천인재숙으로 인해 순창군은 칠곡군처럼 인구가 매년 늘고 있으며 주택난을 겪는 농촌이 되었다.

## 자매 도시
- 캐나다 앨버타주 에드먼턴
- 대한민국 서울특별시 동대문구
- 대한민국 경상남도 창녕군
- 대한민국 부산광역시 사상구

## 국제교류도시
- 일본 아키타현 요코테시

## 같이 보기
- 대한민국의 지리